# 32516 Simoneieva
32516 Simoneieva è un asteroide della fascia principale. Scoperto nel 2001, presenta un'orbita caratterizzata da un semiasse maggiore pari a 2,302620 UA e da un'eccentricità di 0,102215, inclinata di 6,544757° rispetto all'eclittica. Ha un diametro di 2,440 km.